# Paul Pfaffenbichler

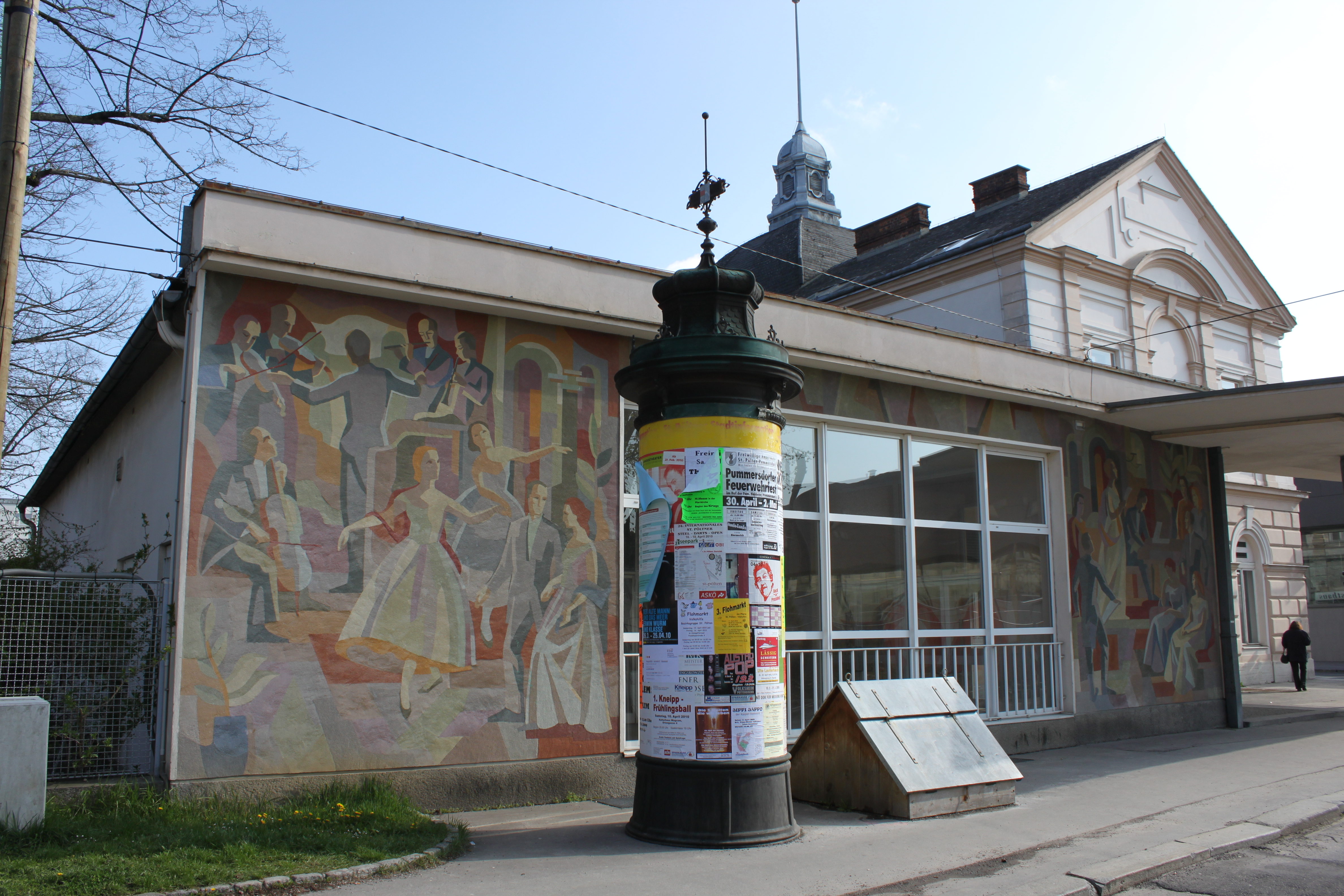
Zubau Foyer der Stadtsäle in St. Pölten mit Reinhard Pfoser, Fassadenmalerei von Maria Sturm

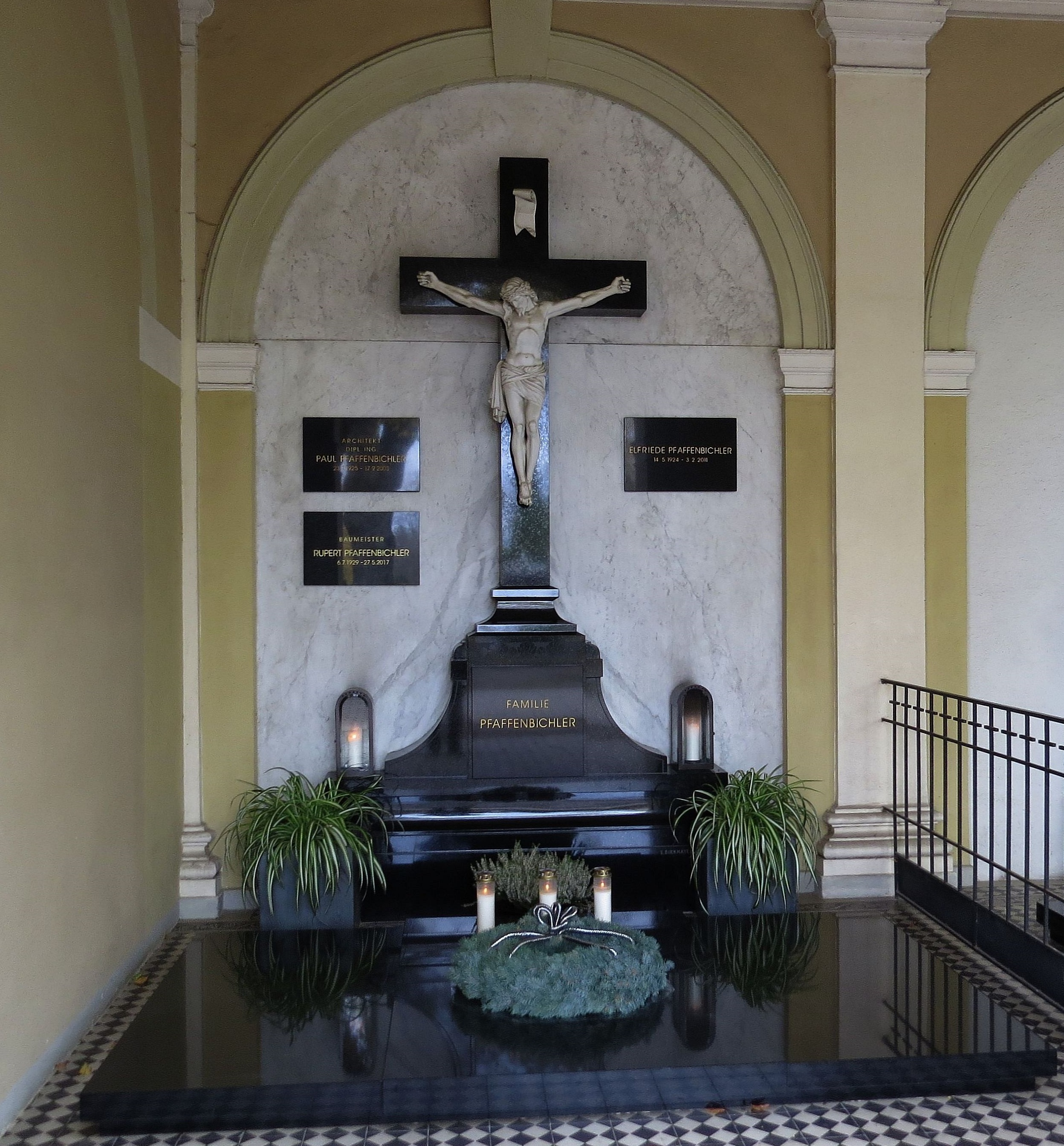
Hauptfriedhof St. Pölten – Grab Paul Pfaffenbichlers

Paul Pfaffenbichler (* 23. Juli 1925 in Seitenstetten; † 17. September 2003 in St. Pölten) war ein österreichischer Architekt.

## Leben
Pfaffenbichler studierte an der Technischen Universität Wien und schloss 1951 mit dem Diplom ab. 1953 begründete er ein Architekturbüro und erhielt 1960 die Ziviltechnikerbefugnis. Im Jahr 2002 wurde sein Büro in eine Ziviltechniker GmbH übergeführt, wo sein jüngster Bruder Hansjörg Pfaffenbichler Geschäftsführer ist.
Von Pfaffenbichler wurden zahlreiche Bauvorhaben in Niederösterreich realisiert, wie Wohnhausanlagen, Schulen, Kindergärten, Krankenhäuser und Industriebauten. Er führte auch die örtliche Bauaufsicht beim Landhaus St. Pölten.
Paul Pfaffenbichler ist am Hauptfriedhof St. Pölten bestattet.

## Werke

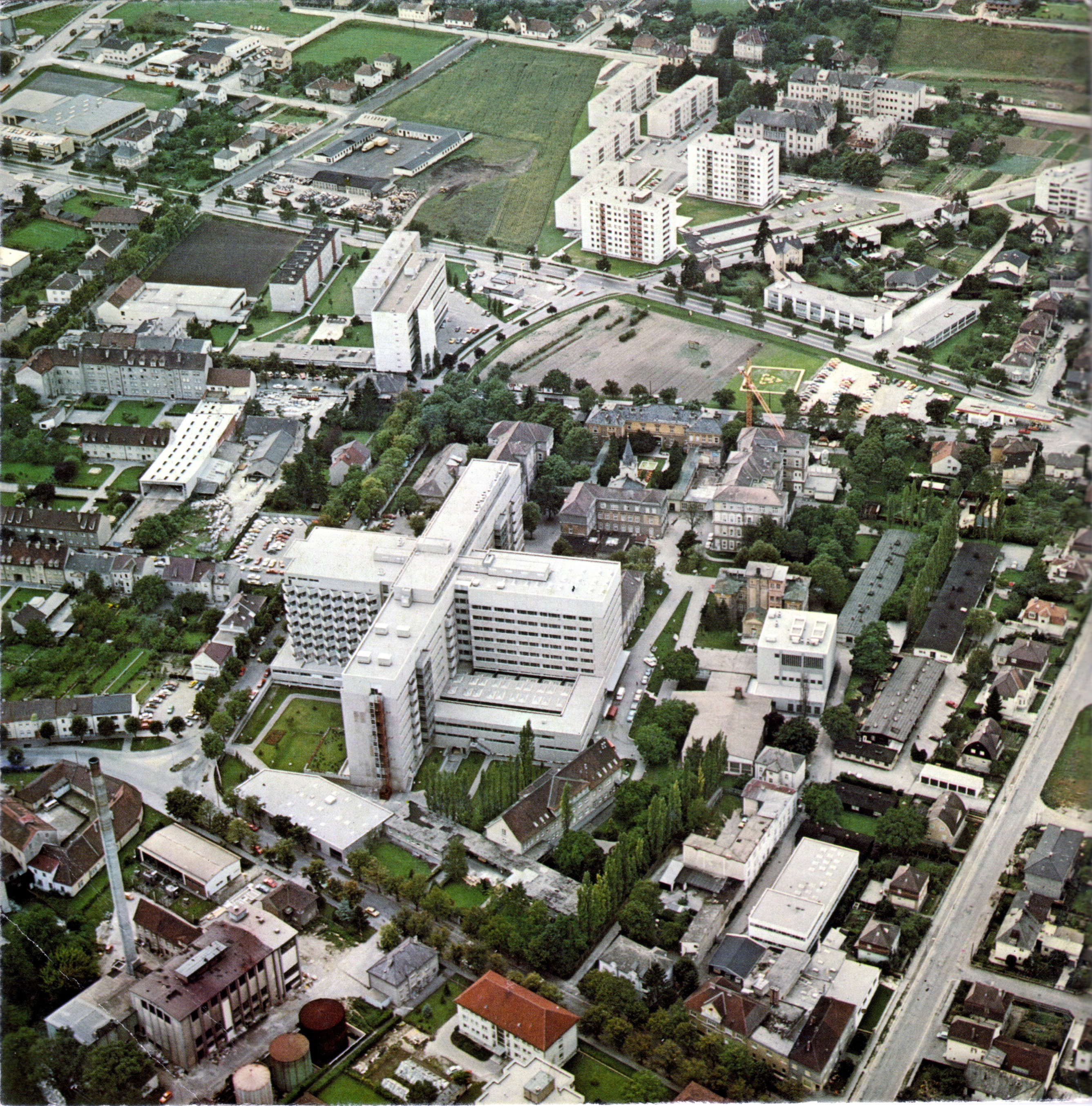
Pfaffenbichlers größtes Projekt: der Neubau eines neuen Haupthauses für das A.ö. Krankenhauses der Stadt St. Pölten

- 1954–1959: mit Reinhard Pfoser: Zubau eines Foyers der Stadtsäle in St. Pölten
- 1961: Umbau des Gemeinderatssitzungssaals im Rathaus St. Pölten
- 1957–1962: Pfarrkirche hl. Nikolaus von der Flüe in Vestenthal
- 1960–1963: Neubau: Hauptschule in St. Georgen am Steinfelde
- 1963–1966: mit Reinhard Pfoser: Finanzamt in Melk in der Bahnhofstraße 25
- 1965–1981: Vierflügeliges und neungeschoßiges Haupthaus des Krankenhauses in St. Pölten in der Propst-Führer-Straße 4
- 1968: Umbau, Zubau eines dreigeschoßigen Magazins: Landestheater Niederösterreich in St. Pölten
- 1970–1974: Eingangstrakt und Aufbewahrungshallen im Hauptfriedhof St. Pölten
- 1972–1973: Pfarrkirche Mariä Empfängnis in Krummnußbaum
- 1976–1978: Neubau: Bundesbildungsanstalt für Kindergartenpädagogik und Sozialpädagogik St. Pölten
- 1977–1979: Erweiterungsbau: Bildungszentrum St. Benedikt Seitenstetten
- 1988–1990: Neubau: Bezirksstelle der Niederösterreichischen Gebietskrankenkasse in St. Pölten
- 1992–1996: Erweiterungsbau: Landesgericht St. Pölten